# Trichydra pudica
Trichydra pudica ist eine marin lebende Art der Hydrozoen (Hydroza). Es ist die einzige Art der Gattung Trichydra, die wiederum die einzige Gattung der Familie der Trichydridae ist. 

## Merkmale
Die Hydroidpolypen sind sessil und durch Stolonen miteinander verbunden; die Stolonen sind mit einem dünnen Perisarc bedeckt. Die Hydranth weisen an der Basis eine kragenähnliche Röhre auf. Sie besitzen nur einen einzigen Kranz filiformer Tentakeln. Gonophoren sind nicht bekannt, auch das Cnidom ist nicht bekannt. 
Die Meduse misst zwei bis 4 mm im Durchmesser. Der Schirm ist glockenförmig oder annähernd halbkugelig mit einem gerundeten, apikalen Fortsatz, der aus verdickter Mesogloea besteht. Sie besitzt keinen Gastralstiel. Der Magenstiel (Manubrium) ist verhältnismäßig groß und nimmt ungefähr 2/3 der Schirmhöhe ein. Um den annähernd quadratischen Mund herum sind vier große, randlich gewellte Lippen ausgebildet. Es sind vier radiale Kanäle vorhanden, die zahlreichen zentripetalen Kanäle sind fein verzweigt. Die kissenförmigen Gonaden bedeckt fast den gesamten interradiale Außenseite des Manubrium. Es sind 30 bis 40 solide randliche Tentakeln mit basalen Verdickung vorhanden. Ocelli sind keine vorhanden.

## Geographisches Vorkommen
Die Art ist bisher von zwei weit voneinander entfernten geographischen Fundorten bekannt, dem östlichen Nordatlantik und dem Pazifische Ozean vor Kanada. Sie kommt auch gelegentlich in der südlichen und nördlichen Nordsee vor.

## Systematik
Die Familie Trichydridae bzw. die Gattung Trichydra ist monotypisch, d. h., sie enthalten nur eine einzige Art, Trichydra pudica (Wright, 1858). Eine zweite Art, die zwischenzeitlich zur Gattung Trichydra gestellt wurde, Pochella oligonema Hartlaub, 1917 wird inzwischen der Gattung Fabienna Schuchert, 1996 zugeordnet. 
Trichydra pudica (Wright, 1858) war ursprünglich nur durch die Polypengeneration bekannt. 1973 erkannte C. Edwards, dass die unter dem Namen Pochella polynema Hartlaub, 1917 beschriebene Meduse, die Polypengeneration war bei dieser Art unbekannt, in Wirklichkeit die Meduse von Trichydra pudica (Wright, 1858) ist. Pochella polynema Hartlaub, 1917 ist daher ein jüngeres Synonym von Trichydra pudica (Wright, 1858), Pochella Hartlaub, 1917 ein jüngeres Synonym von Trichydra Wright, 1858.

### Online
- Hydrozoa Directory